# Волга Василь Олександрович
Василь Олександрович Волга — український проросійський політичний діяч, народний депутат Верховної ради України 5-го скликання (2006–2007), лідер політичної партії «Союз лівих сил, СЛС». Зрадник України

## Біографія
Народився 5 березня 1968 року в Сєверодонецьку (Ворошиловградська область, Україна).
У 1990 р. закінчив Севастопольське вище військово-морське інженерне училище (кваліфікація — інженер-механік, фахівець з атомних енергетичних установок). У 1999 р. закінчив Міжрегіональну академію управління персоналом за спеціальністю «Банківська справа». Навчався в Інституті демократії у Вашингтоні, вивчав банківську справу в Австрії.
Трудова та політична діяльність:
- 1990–1993 рр. — командир турбінної групи на атомних підводних човнах Північного флоту. Воїнське звання — капітан-лейтенант.
- 1993–1998 рр. — приватний підприємець. З 1993 — комерційний директор ТОВ «ДОС.ЛТД», м. Київ. З 1995 — директор, з 1996 — заступник директора, 1998 — директор ТОВ «Мізар», м. Київ.
- 1998 р. — генеральний директор Міжнародного союзу українських підприємців.
- 2000 р. — голова Всеукраїнської громадської організації «Громадський контроль», а потім лідер однойменної партії.
- Квітень 2002 — кандидат в народні депутати України, виборчий округ № 68, Житомирська область, самовисування. «За» 15.61 %, 3 з 12 претендентів.
- 2004 р. — балотувався на посаду Президента України. У 1-му турі 12 956 голосів (0.04 %), 16-е місце серед 24 претендентів.
- Квітень 2006 р. — народний депутат України 5-го скликання за списками СПУ, № 17 в списку. На час виборів: голова Всеукраїнської громадської організації «Громадський контроль», член СПУ. Секретар Комітету з питань боротьби з організованою злочинністю і корупцією.
- Наприкінці 2007 року створив власну політичну партію «Союз лівих сил».
- 2008 р. — лідер політичної партії «Союз лівих сил».
- 2009 р. — один з лідерів Блоку лівих і лівоцентристських сил, в який ввійшли Комуністична партія України, «Союз лівих Сил», СДПУ(о) та партія «Справедливість».
- 2010 р. — голова Держфінпослуг України

19 липня 2011 року був затриманий слідчим Генпрокуратури Україні спільно з працівниками СБУ за підозрою у вчиненні злочину, пов'язаного з корупцією.
24 вересня 2012 року Шевченківський райсуд Києва засудив Волгу до 5 років позбавлення волі без конфіскації, визнавши винним у спробі отримати 500 тисяч доларів хабара.
9 липня 2011 року був затриманий слідчим Генпрокуратури України спільно із працівниками СБУ за підозрою у скоєнні злочину, пов'язаного з корупцією. 24 вересня 2012 року Волга Шевченківський райсуд Києва засудив до п'яти років позбавлення волі, визнавши винним у спробі отримати 500 000 доларів хабара. Інші обвинувачені одержали умовні терміни.
3 грудня 2014 року Василя Волгу випустили на волю, замінивши частину покарання, що залишилася, виправними роботами.
З 2017 року якийсь час жив у Росії, потім повернувся до України.
6 листопада 2018 року у квартирі Василя Волги співробітниками СБУ проведено обшук у рамках розслідування справи про замах на державний переворот та державну зраду за статтями 109 та 111 КК України

## Сім'я
Василь Волга одружений, виховує чотирьох дітей — двох синів (Василь та Ілля) та двох дочок (Олена та Катерина).

## Нагороди
- Орден святого рівноапостольного князя Володимира II ступеня (червень 2011)[8]

## Книги Василя Волги
- Культурна війна в Україні (2004-20??) (частина перша)
- Культурна війна в Україні (2004-20??) (частина друга)
- Закулисье (книга 1)
- Закулисье (книга 2)